# Luftelektricitet

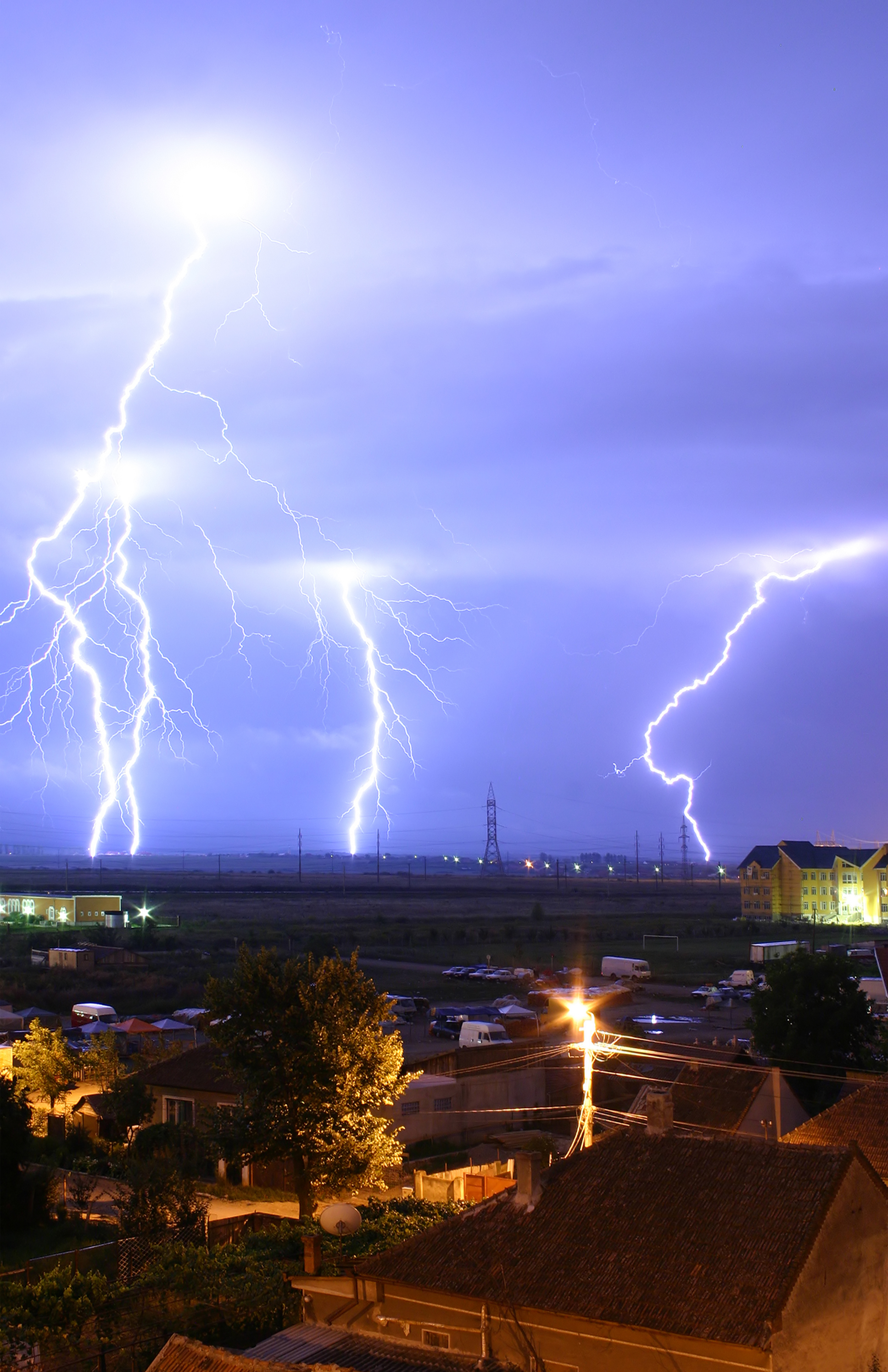
Åska från ett moln till marken. En blixturladdning orsakar typiskt en ström på 30.000 ampere vid upp till 100 miljoner volt, och frigör synligt ljus, radiovågor, röntgenstrålning och gammastrålning. Plasmatemperaturer i blixtar kan nå upp till 28.000 kelvin.

Luftelektricitet, även atmosfärisk elektricitet, är studiet av elektrisk laddning och elektriska fenomen i atmosfären. Det främsta luftelektriska fenomenet är åska och det är främst fenomen under jonosfären som avses, på en höjd av 100 kilometer och nedåt.
Luftelektricitet är ett tvärvetenskapligt ämne med en lång historia, med inslag från elektrostatik, atmosfärfysik, meteorologi och geovetenskap.